# Вілер (округ, Небраска)
Шаблон:StateAbbr_ 41°55′ пн. ш. 98°32′ зх. д. / 41.92° пн. ш. 98.53° зх. д.
Округ Вілер (англ. Wheeler County) — округ (графство) у штаті Небраска, США. Ідентифікатор округу 31183.

## Історія
Округ утворений 1877 року.

## Демографія
За даними перепису
2000 року
загальне населення округу становило 886 осіб, усе сільське.
Серед мешканців округу чоловіків було 434, а жінок — 452. В окрузі було 352 домогосподарства, 244 родин, які мешкали в 561 будинках.
Середній розмір родини становив 3,1.
Віковий розподіл населення поданий у таблиці:
| Стать    | До 15 років | 15-21 | 22-29 | 30-39 | 40-49 | 50-65 | 65-85 | Понад 85 |
| -------- | ----------- | ----- | ----- | ----- | ----- | ----- | ----- | -------- |
| Чоловіки | 95          | 40    | 30    | 42    | 82    | 76    | 64    | 5        |
| Жінки    | 109         | 45    | 31    | 45    | 65    | 77    | 72    | 8        |

## Суміжні округи
- Голт — північ
- Антелоуп — північний схід
- Бун — південний схід
- Грілі — південь
- Веллі — південний захід
- Гарфілд — захід